# تطهير المياه بالأشعة فوق البنفسجية
تطهير المياه بالأشعة فوق البنفسجية هو طريقة معالجة لمياه الشرب يتم بواسطتها استخدام الأشعة الفوق بنفسجية لإبطال نشاط الكائنات الحية الدقيقة.

## تطهير المياه باستخدام الأشعة فوق البنفسجية

### عملية التطهير من الجراثيم
للمزيد من المعلومات حول هذا الموضوع انظر الأشعة فوق البنفسجية
إن التطهير الفوق بنفسجي للمياه هو عبارة عن عملية طبيعية تماما وخالية من المواد الكيماوية. يتراوح طول موجاته ضمن نطاق 240 حتى 280 نانومترا، حيث يقوم بمهاجمة الحمض النووي الحيوي لجميع البكتيريا بشكل مباشر. يبدأ الإشعاع برد فعل كيميائي ضوئي يؤدي إلى تدمير المعلومات الجينية الموجودة في الحمض النووي. حيث تفقد البكتيريا قدرتها على التكاثر وتتلف. حتى أن الطفيليات مثل داء خفيات الأبواغ أو جياردية، المقاومة بشكل عنيف للمطهرات الكيميائية، تقل بشكل فاعل نتيجة هذا الإشعاع. كما يمكن استخدام الأشعة فوق البنفسجية لإزالة الكلور وأنواع الكلورامينات من المياه، حيث تسمى هذه العملية بالتحليل الضوئي وتتطلب جرعة أعلى من التطهير العادي. إن الكائنات المجهرية العقيمة لا يتم إزالتها من المياه، فتطهير الأشعة فوق البنفسجية لا يزيل العضويات المتحللة أو المركبات اللاعضوية أو الجزيئات في المياه. ومع ذلك، فيمكن استخدام عمليات أكسدة الأشعة فوق البنفسجية لتحطم مفسد الأثر الكيميائي وفي الوقت ذاته تؤمن مستوى عال من التطهير، مثل أكبر شركة في العالم لإعادة استخدام مياه الشرب في مقاطعة أورانج، كاليفورنيا.

### التقنية
تتألف وحدات الأشعة فوق البنفسجية لمعالجة المياه  من مصدر إشعاع بخاري زئبقي متخصص منخفض الضغط يقوم بإنتاج الإشعاع الفوق بنفسجي عند 254 نانو متر، أو من مصدر إشعاع فوق بنفسجي متوسط الضغط يولد ناتجا متعدد الألوان من 200 نانو متر إلى طاقة مرئية تحت الحمراء. إن الطول الموجي الأمثل للتطهير هو القريب من 260 نانو متر. إن مصدر الإشعاع المتوسط الضغط فعال يما يقارب 12 بالمائة، بينما مصابيح الضغط المنخفض الملغمة يمكنها أن تكون فعالة بنسبة 40 بالمائة. هذا وإن المصابيح الفوق بنفسجية لا تلامس المياه على الإطلاق، فهي إما تقع في غطاء زجاجي داخل حجرة المياه أو تحمل خارجيا إلى المياه التي تتدفق من خلال أنبوب فوق بنفسجي شفاف. وبفضل أنها تحمل فإن المياه عندها يمكن أن تمر من خلال حجرة التدفق، وأشعة الفوق بنفسجية يتم تسلمها وامتصاصها في المجرى.
هذا ويتأثر حجم نظام الأشعة فوق البنفسجية بثلاثة متغيرات وهي: معدل التدفق وقوة المصباح إضافة إلى نفاذية الضوء في المياه. إن الشركات الرائدة في مجال الأشعة البنفسجية، مثل أتغ تكنولوجيا الأشعة فوق البنفسجية (http://www.atguv.com) وخدمات الاختبارات التربوية الرئيسية، قد وضعت نماذج متطورة لسي إف دي كمتنبئات دقيقة لأداء نظام الأشعة فوق البنفسجية.
ويتم إنتاج ملف التدفق من حجرة الهندسة حيث يكون قد تم اختيارمعدل التدفق وخاصة نموذج الاضطراب.
أما ملف الإشعاع فيتم تطويره من المخرجات مثل نوعية المياه ونوع المصباح (طاقته، كفاءة إبادته للجراثيم، الإنتاج الطيفي، وطول القوس) والنفاذ وبعد الكوارتز. هذا وتحاكي برمجيات ملكية سي إف دي كلا من تدفق وملامح الإشعاع، وحالما يتم بناء النموذج الثلاثي الأبعاد من الحجرة، فإنه سيحتل شبكة أو تعشيقا يضم الآلاف من المكعبات الصغيرة.
ومثال على النقاط المثيرة للاهتمام – أنه عند المنعطف، فوق سطح الغطاء، أو حول الآلية الماسحة—تستخدم شبكة تصفية أعلى، بينما في المناطق الأخرى داخل المفاعل فتستخدم شبكة أخشن. وحالما يتم إنتاج الشبكة، تتعرض مئات آلاف الجزيئات الموجودة إلى «الاحتراق» من خلال الحجرة. هذا ويمتلك كل جزيء عدة عناصر متغيرة متعلقة به، ويتم «جني» الجزيئات عد المفاعل.

### تعطيل الكائنات الدقيقة
ترتبط درجة الإخماد التي ينتجها الإشعاع الفوق بنفسجي مباشرة بجرعة الأشعة الفوق بنفسجية المطبقة على المياه. أما الجرعة، المنتجة من كثافة الأشعة فوق البنفسجية وزمن التعرض، فإنها تقاس بالمايكرو واط في الثانية لكل سنتيمتر مربع، أو بشكل تام بثوان الميكرواط لكل سنتيمتر مربع (μW • s/cm2).  إن الجرعة التي تبلغ قوتها 90% تقتل معظم البكتيريا والفيروسات في نطاق يتراوح بين 2000 إلى 8000 ميكرواط في السنتيمتر المربع. µW·s/cm2 أما جرعة الطفيليات الأكبر مثل Cryptosporidium فإنها تتطلب جرعة أدنى من الإخماد.

## الضعف والقوة

### الفوائد
للمزيد من المعلومات حول هذا الموضوع انظر التطهير
يمكن استخدام وسائل معالجة المياه باستخدام الأشعة الفوق بنفسجية لتطهير المياه بشكل جيد فضلا عن تطهير المياه السطحية. هذا وتقارن المعالجة الفوق البنفسجية مع غيرها من أنظمة تطهير المياه فيما يتعلق بالتكلفة والجهد والحاجة إلى الموظفين المدربين تقنيا للقيام بعملية التطهير: فآبار الأنبوب العميقة مجهزة بمضخات يدوية، وبينما قد تكون الطريقة الأسهل للتشغيل، إلا أنها تتطلب منصات حفر غالية الثمن، وهي مصادر ثابتةـ تنتج مياها قاسية تكون مقيتة في أغلب الأحيان. بينما يعالج التطهير عن طريق الكلور كائنات حية أكبر ويقوم بالتطهير المتبقي. إلا أن هذه الأنظمة مكلفة كونها تحتاج إلى تدريب خاص بالعمل وإمداد ثابت من المواد الأساسية الممكنة. وفي النهاية، فإن غلي المياه عن طريق موقد طهي الكتلة الحيوية يعتبر نموذج المعالجة الأكثر موثوقية إلا أنه يحتاج إلى الجهد وينتج عن تكلفة اقتصادية عالية.
إن المعالجة الفوق بنفسجية تعتبر سريعة ومن ناحية استخدام الطاقة الأساسية، فإنها أكثر كفاءة بنحو 20.000 مرة من الغلي.

### العيوب
إن تطهير الأشعة فوق البنفسجية أكثر فاعلية لمعالجة المياه عن طريق التناضح العكسي المقطر. وفي الحقيقة، فإن الجزيئات المفصولة تمثل مشكلة لأن الكائنات الحية المجهرية المغمورة مع الجزيئات تشكل حاجزا في وجه ضوء الأشعة فوق البنفسجية وتمر من خلالها غير متأثرة بها.
وعلى أية حال، فإن أنظمة الأشعة فوق البنفسجية يمكن أن تقارن بما يسبق المرشح لإزالة الكائنات الأكبر التي يمكنها بطريقة أو بأخرى لمرور عبر نظام الأشعة فوق البنفسجية دون أن تتأثر به. كما يمكن للمرشح السابق أن يصفي المياه في سبيل تحسين نفاذ الضوء وبذلك تمر في المياه بأكملها.
وهناك عامل آخر رئيسي لمعالجة المياه بالأشعة فوق البنفسجية ألا وهو معدل التدفق: فإن كان التدفق عال جدا، فإن المياه ستمر دون التعرض بشكل كاف لأشعة، أما إن كان التدفق منخفض للغاية، فإن الحرارة عندها قد تتعزز وتتلف ضوء الأشعة فوق البنفسجية.

### التاريخ
يعود تاريخ استخدام ضوء الأشعة الفوق بنفسجية (UV) في تطهير مياه الشرب إلى عام 1916 في الولايات المتحدة. وعلى مر السنين فقد انخفضت تكلفة الأشعة الفوق بنفسجية كون العلماء قد طوروا واستخدموا نماذج جديدة للأشعة لتطهير المياه والمياه الملوثة. وحاليا فقد طورت عدة ولايات قوانين تسمح للأنظمة بتطهير إمدادات المياه الخاصة بالشرب عن طريق استخدام الأشعة الفوق بنفسجية.
هذا ويتم حاليا إنشاء أكبر نظام تطهير باستخدام الأشعة الفوق البنفسجية، وذلك في كتسكيل / ولاية ديلاوير مرفق التطهير بالأشعة فوق البنفسجية
حيث سيتم إدخال 56 مفاعلا من مفاعلات الطاقة النشطة لمعالجة 2.2 مليار غالون في اليوم (أي ما يعادل 8.300.000 مترا مكعبا في اليوم الواحد) وذلك لخدمة مدينة نيويورك.

## وصلات أخرى
- http://www.epa.gov/owm/mtb/uv.pdf Wastewater technology fact sheet: Ultraviolet disinfection
- UV Bucket - Sociedad de Historia Natural Niparajá Design with performance, technical and construction information